# Лебединое озеро. Зона
«Лебединое озеро. Зона» — художественный фильм 1989 года режиссёра Юрия Ильенко по сценарию Сергея Параджанова.

## Сюжет
За три дня до завершения срока из тюрьмы сбегает Мужчина. Он находит убежище в постаменте проржавевшего придорожного памятника «Серп и молот», где его находит Женщина. Они влюбляются друг в друга, и Женщина даже покупает билеты на поезд себе с сыном и Мужчине, чтобы уехать. Однако в этот день рабочие приезжают покрасить памятник, и Мужчину возвращают в тюрьму.
Попав обратно на зону, Мужчина выпивает краску и позже умирает в госпитале. Прапорщик везёт его тело на телеге в морг, в том числе проезжая мимо памятника и Женщины, которая ждёт там. Работница морга выпивает с прапорщиком по случаю наступившей Пасхи и замечает, что Мужчина не мёртв. Она делает переливание крови от прапорщика Мужчине. На следующее утро прапорщик пытается уехать, но падает без чувств в телеге. Мужчина привозит в его в зону, снова оказываясь там. Через некоторое время становится известно, что ему не будут прибавлять срок из-за побега, и на днях он выйдет на свободу. Однако авторитеты зоны угрожают, что он не покинет зону живым, потому что в нём теперь течёт кровь «овчарки» (то есть охранника). В ночь перед освобождением Мужчина кончает с собой. Женщина продолжает ждать его возле памятника.

## В ролях
- Виктор Соловьёв — мужчина
- Людмила Ефименко — женщина
- Майя Булгакова — пожилая работница морга
- Филипп Ильенко — пацан
- Виктор Демерташ — охранник-прапорщик

## Награды
- 1990 г. — Приз FIPRESCI на МКФ в Каннах (Юрий Ильенко)[2]
- 1990 г. — Премия им. Довженко СК и СП Украины «За лучший литературный сценарий на современную тему» (Сергей Параджанов, Юрий Ильенко)[2]
- 1993 г. — Приз за лучшую операторскую работу на МКФ славянских и православных народов «Золотой Витязь» (Юрий Ильенко)[2]

## Оценки
Владимир Падунов и Нэнси Конди отмечают, что в фильме ярко представлена «гибель концептуальных парадигм». Его «странное название» сразу же «наводит на мысль о связи между элитарной культурой и тоталитарным строем». Авторы называют фильм «сознательно постмодернистским», указывая на «кинематические манипуляции с политическими символами, лишёнными теперь политической актуальности, предпочтение визуального словесному, раздробленность повествования, тема переселения и исхода, интерес к распаду и смерти тела, будь то физическое тело человека, тело государства или тело культуры».